# Gary North
Gary Kilgore North (11 de fevereiro de 1942 - 24 de fevereiro de 2022) foi um escritor estadunidense, historiador econômico da Escola Austríaca e figura de destaque no movimento reconstrucionista cristão. North é autor ou coautor de mais de cinquenta livros sobre tópicos que incluem teologia protestante reformada, economia e história. Ele foi um acadêmico associado do Instituto Mises.
Ele é conhecido por sua defesa da economia de livre mercado bíblica ou "radicalmente libertária" e também como um teórico do dominionismo e da teonomia. North frequentemente invocava a ética protestante do trabalho para promover essas opiniões. Ele apoiou o estabelecimento e a aplicação de leis religiosas baseadas na Bíblia, uma visão que o colocou em conflito com outros libertários. Ele acreditava que a pena capital é uma punição apropriada para a homossexualidade masculina, adultério, blasfêmia, aborto e bruxaria.

## Infância e educação
North nasceu em San Pedro, Los Angeles, Califórnia, em 11 de fevereiro de 1942, e cresceu no Sul da Califórnia, filho do agente especial do FBI Samuel W. North Jr. e de sua esposa Peggy. Ele se converteu ao cristianismo no ensino médio e, depois de participar de um comício onde discursou o ativista anticomunista Fred Schwarz, começou a frequentar livrarias conservadoras na Grande Los Angeles durante seus anos de faculdade. Entre 1961 e 1963, enquanto estudante de graduação na Universidade da Califórnia em Riverside, North conheceu os trabalhos de Wilhelm Röpke, Rose Wilder Lane, Cornelius Van Til, dos economistas da Escola Austríaca Eugen von Böhm-Bawerk, Ludwig von Mises, F. A. Hayek e Murray Rothbard, bem como leu as obras do filósofo calvinista Rousas John Rushdoony. Mais tarde, casou-se com a filha de Rushdoony, colaborou com ele, e teceu elogios sobre o sogro numa postagem no blog LewRockwell.com.

## Carreira
A partir de 1967, North tornou-se colaborador do jornal libertário The Freeman. Na década de 1970, foi diretor de seminários da Foundation for Economic Education (Fundação para a Educação Econômica), (FEE). North recebeu um PhD em história pela Universidade da Califórnia em Riverside, em 1972. Sua tese foi The Concept of Property in Puritan New England, 1630–1720 (O Conceito de Propriedade na Nova Inglaterra Puritana, 1630–1720).
Serviu como assistente de pesquisa do congressista republicano libertário Ron Paul no primeiro mandato deste (1976). North era um colaborador regular do site LewRockwell.com, que lista um extenso arquivo dos seus artigos. O próprio site de North, Garynorth.com, publica comentários sobre questões religiosas, sociais e políticas, e oferece acesso pago a consultoria de investimento e outros conteúdos premium. North também publicou um blog chamado Deliverance from Debt, que fornecia conselhos sobre o alívio de dívida. Outro site de North, "Free Christian Curriculum", busca fornecer um currículo cristão gratuito de educação domiciliar para crianças de 3 a 12 anos.

### Currículo Ron Paul
Além disso, North ofereceu o Currículo Ron Paul, um currículo on-line de educação escolar em casa associado ao ex-congressista dos EUA, Ron Paul, gratuito para as séries K-5 (do jardim de infância à quinta série fundamental) e disponível para membros pagantes da 6ª à 12ª série. Como diretor de desenvolvimento curricular, North delineou quatro objetivos do projeto educacional: fornecer um "estudo detalhado" da "história da liberdade"; ensinar uma "compreensão completa da economia austríaca"; servir como material "um currículo academicamente rigoroso vinculado a fontes primárias", em vez de livros didáticos; e ensinar "o princípio bíblico do autogoverno e responsabilidade pessoal", que North chamou de "a base da economia de mercado".

### Metodologia econômica cristã baseada na Bíblia
North escreveu que o "ponto de partida para toda análise econômica" reside na aceitação de que "Deus amaldiçoou a terra" no Livro de Gênesis 3:17–19; isso "tornou a escassez um fato inescapável da existência do homem". Em seu Dominion Covenant: Genesis de 1982, North escreveu que a corrente dominante da economia moderna, seja libertária, conservadora ou liberal, está "em desintegração" porque é "humanista" em sua abordagem e, conseqüentemente, rejeita a noção de que a "revelação bíblica" é necessária para uma sólida teoria econômica. Ele também escreveu que a economia "deve começar com a história [bíblica] da criação" se não quiser cair no "caos total".

### Proposta de ordem política e social "teocrática cristã"
Um artigo de 2011 no The New York Times identificou North como uma figura central no reconstrucionismo cristão, a filosofia que defende a instituição de "uma teocracia cristã sob a lei do Antigo Testamento [como] a melhor forma de governo, e radicalmente libertária". North escreveu: "certamente acredito na teocracia bíblica".
O artigo também descreveu North como "o principal defensor da 'economia cristã', que aplica princípios bíblicos às questões econômicas e ao mercado livre". North apoiou a abolição do sistema bancário de reservas fracionárias e o retorno ao padrão-ouro. De acordo com o Times, North acreditava que a Bíblia proíbe a inflação, os programas de bem-estar social e também escreve que "Deus preferiria o dinheiro em ouro ao papel".

#### Punição para crimes capitais
North era a favor da pena capital para uma série de infratores, incluindo assassinos, blasfemadores, crianças que amaldiçoam os seus pais, homossexuais do sexo masculino e outras pessoas que cometem alguns dos atos considerados crimes capitais no Antigo Testamento. (North acreditava que a pena de morte para quem viola o sábado e alguns outros crimes não se aplica mais). North afirmou que a admoestação bíblica para matar homossexuais no Livro de Levítico é a "lei de Deus e sua sanção moralmente apropriada", argumentando que "Deus é de fato um homofóbico" que "odeia a prática [da homossexualidade] e aqueles que a praticam" e "odeia o pecado e odeia o pecador".
North disse que a pena capital deveria ser aplicada por apedrejamento, porque é o método de execução aprovado biblicamente e é barato devido ao fornecimento abundante e conveniente de pedras.

#### Liberdade religiosa
North declarou: "Devemos usar a doutrina da liberdade religiosa para obter a independência das escolas cristãs até treinarmos uma geração de pessoas que saibam que não existe neutralidade religiosa, nem lei neutra, nem educação neutra, nem governo civil neutro. Eles se ocuparão na construção de uma ordem social, política e religiosa baseada na Bíblia, que finalmente negará a liberdade religiosa dos inimigos de Deus".
Adam C. English sugere que esta citação implica que "a liberdade religiosa é uma ferramenta útil para os cristãos no presente, mas, em última análise, deve ser negada a qualquer pessoa que não seja cristã, uma vez que os cristãos estejam no poder". English argumenta que embora isto possa parecer inconsistente (defendendo a liberdade religiosa mas negando a realidade da noção), North e os seus colegas reconstrucionistas entendem a "liberdade" num sentido teológico. De acordo com os reconstrucionistas, "qualquer pessoa fora da fé cristã está em cativeiro" e, portanto, "o governo por uma teonomia rigorosa não é opressivo, mas libertador".

### Bug do milênio
North também foi um proeminente promotor de previsões exageradas de falhas de computador devido ao problema do ano 2000 (Y2K) durante o final da década de 1990, o que lhe valeu o apelido de "Scary Gary" ("Gary assustador"). O seu website principal foi dominado por links para previsões extremistas sobre os danos do Y2K, incluindo o colapso generalizado de governos e instituições financeiras. North declarou em sua página inicial que o Y2K "pode ser o maior problema que o mundo moderno já enfrentou" e rotulou 2000 como "O ano em que a Terra parou".
Os críticos disseram que a motivação para as previsões de North estava ligada aos seus objetivos reconstrucionistas cristãos, que exigem um colapso social generalizado para preparar o terreno para uma nova ordem teocrática. North tornou a ligação explícita nas comunicações com colegas reconstrucionistas: "A crise do Y2K é sistêmica. Não pode ser corrigida. Penso que irá aniquilar todos os governos nacionais do Ocidente. Não apenas modificá-los - destruí-los... É isso que eu quis durante toda a minha vida adulta. Na minha opinião, o Y2K é a nossa libertação".

## Morte
North foi diagnosticado com câncer de próstata em 2017 e foi submetido a tratamento por cerca de cinco anos. Ele morreu em Dallas, Geórgia, em 24 de fevereiro de 2022, aos 80 anos.

## Publicações

### Institute for Christian Economics
North foi o fundador do Institute for Christian Economics (ICE), que publica livros e revistas online com foco na ética cristã. O ICE, juntamente com a Dominion Press em Tyler, Texas, são fontes importantes de publicações reconstrucionistas.

### Livros e boletins informativos
North é autor ou coautor de mais de cinquenta livros, muitos dos quais estão disponíveis para download gratuito. Por muitos anos, North foi autor e editor do boletim informativo The Remnant Review. Ele também provia o Gary North's Reality Check, um boletim eletrônico gratuito.

### Documentário e filme educativo
- Unknown History of the 20th Century (DVD) (2006) OCLC 213272975